# Claro Sports
Pour les articles homonymes, voir Claro (homonymie).
Claro Sports est une chaîne de télévision latino-américaine d'origine mexicaine appartenant à América Móvil, en partenariat avec Comunicações MVS, qui base sa programmation sur le sport. Remplaçant Viva Sports, il n'est disponible que par l'opérateur Claro TV. La chaîne diffuse divers événements, tels que les Jeux olympiques d'été et d'hiver.